# Kyprios
Kyprios est un cheval de course pur-sang anglais, né en 2018, spécialiste des courses de plat. Élevé en association par Moyglare Stud  Farm et Coolmore, qui en partagent la propriété, entraîné en Irlande par Aidan O'Brien et monté par Ryan Moore, c'est un spécialiste des longues distances, sur lesquels il est sacré stayer de l'année en Europe en 2022 et 2024, deux années durant lesquelles il sera demeuré invaincu.

## Carrière de courses
Né dans la pourpre, élevé par le célèbre haras Moyglare Stud, Kyprios fait l'objet d'une association avec le tout puissant consortium irlandais de Coolmore, et rejoint naturellement les boxes d'Aidan O'Brien, l'entraîneur maison. Il débute à 2 ans, en Irlande, dans un maiden qu'il remporte, s'offrant un billet pour les courses de groupe. Envoyé en Angleterre disputer un groupe 3, les Zetland Stakes, il y échoue assez nettement, et sa saison s'arrête là. De retour à 3 ans, il gagne à Galway mais doit prouver qu'il a l'envergure d'un poulain de Derby, d'Epsom ou d'Irlande, et pour cela se mettre en évidence dans une préparatoire. Les Derby Trial Stakes de Lingfield sont choisis pour lui, mais il échoue à nouveau. Kyprios n'est pas un poulain de Derby. Trop tardif, et peut-être manquant d'un peu de classe pour s'illustrer sur la distance classique. Qu'à cela ne tienne, on en fera un stayer, sa sœur Search For A Song, ayant montré la voie, elle qui a inscrit deux fois son nom au palmarès de l'Irish St. Leger. Kyprios doit faire ses premiers pas de stayer durant le meeting d'Ascot, en juin, dans le Queen's Vase. Mais sa prestation tourne au cauchemar : le poulain se cogne dans sa stalle de départ et doit être déclaré non partant. Marqué par sa mésaventure, il est mis au frais et on ne le revoit plus cette année-là.
Depuis 2017, le petit monde des stayers est dominé par un extraterrestre : l'increvable Anglais Stradivarius n'a laissé que des miettes à ses adversaires et dominé les plus grandes courses sur longues distances, trois fois la Gold Cup, quatre fois la Goodwood Cup et une multitude d'autres "Cup". Mais fin 2021, le vieux lion a dû mettre un genou à terre, il est moins dominateur et Trueshan a ramassé le sceptre. La guerre de succession est déclarée, même si le roi n'a pas encore rendu les armes. Kyprios fait partie des impétrants. Il rentre en avril dans une Listed irlandaise où il devance nettement sa grande sœur Search For A Song. Puis remporte un premier groupe, chez lui en Irlande, les Saval Beg Stakes. Le voilà qui s'avance en trouble-fête au départ de la Gold Cup d'Ascot, le graal des stayers. Stradivarius est là, entouré d'ambitieux qui guettent sa défaillance. Kyprios se montre le plus fort d'entre eux et l'emporte, lui qui n'était pas né l'année où Stradivarius remportait sa première Gold Cup. Ce même Stradivarius qui termine troisième, sous une monte peu inspiré de la star des jockeys, Lanfranco Dettori, qui sera remercié après la course par le propriétaire du cheval.
Kyprios a gagné la plus belle, mais il doit maintenant confirmer qu'il est bien le successeur de Stradivarius, notamment face à Trueshan, absent à Ascot et qui lui dispute ce titre. Les deux prétendants au trône retrouvent dans la Goodwood Cup leur souverain chancelant, dont c'est la chasse gardée. Au bout d'une lutte magnifique entre les trois champions, les choses deviennent claires : Kyprios s'impose à nouveau, devant Stradivarius et Trueshan. Et ce n'est pas fini, Kyprios enchaîne une cinquième victoire d'affilée dans l'Irish St Leger devant Hamish et Search For A Song. Tandis que Stradivarius prend finalement sa retraite, à 8 ans révolu, le partenaire de Ryan Moore prouve une nouvelle fois qu'en stayer exceptionnel il a pris seul la relève. Et il va en faire une inoubliable démonstration à Longchamp, dans le Prix du Cadran. Démonstration, le mot est faible tant le cheval écrase l'épreuve comme rarement on a vu un cheval écraser une course. Il prend la poudre d'escampette et dans la ligne droite file au poteau alors que ses adversaires tirent la langue. 10, 20, 30 longueurs, il est parti pour gagner par un écart jamais vu dans un groupe 1. Mais il s'avère facétieux : ayant perdu un fer et aperçu la sortie qui mène à l'écurie, il verse soudain sur sa gauche et traverse la piste, rappelant la légendaire embardée de Sea Bird dans le Prix de l'Arc de Triomphe 1965. Comme si, après avoir mis à un boulevard à l'opposition, il estimait son travail terminé. Ryan Moore se bagarre pour le remettre sur le droit chemin, et il passe le poteau avec 20 longueurs sur ses dauphins. Sans cette blague, il aurait peut-être gagné du double. C'est du jamais vu. Il est le premier cheval depuis le Français Sagaro en 1976 à remporter la même année les deux plus longues courses d'Europe, la Gold Cup et le Prix du Cadran. Et récolte un rating Timeform de 131, soit une livre de plus que Stradivarius, le stayer le mieux coté de l'histoire par la publication britannique depuis les duettistes Le Moss (135) et Ardross (134) au tournant des années 1980. En fin d'année, il est naturellement élu stayer de l'année. Son règne ne fait que commencer.
Mais tout souverain qu'il est, Kyprios reste un cheval, avec des pieds et des blessures. Et une infection a raison de sa première partie de saison 2023. Il fait son grand retour en septembre, après 344 jours sans courir, et manquant un peu de condition, il ne peut que prendre le premier accessit derrière le bon Eldar Eldarov. En fin de saison, il retrouve son vieux copain Trueshan dans la British Champions Long Distance Cup. Mais celui-ci, fatigué, ne peut se mêler à la lutte finale. Et Kyprios, lui, tombe sur un os : parti pour la gagne dans une course spectaculaire, il prend le meilleur sur un nouveau venu à ce niveau, Trawlerman avant de voir son adversaire du jour, monté par un Frankie Dettori en feu, revenir lui prendre une encolure sur le poteau.  
De retour en 2024, Kyprios renoue avec le succès dans une Listed de début de saison, à Navan. Il semble enfin avoir recouvré l'intégralité de ses moyens, puisqu'il enchaîne avec un doublé dans les Saval Beg Stakes avant de se présenter en grandissime favori de la Gold Cup. Il ne manque pas l'opportunité de d'inscrire une seconde fois son nom au palmarès de la plus fameuse des courses de fond, mais au prix d'une lutte épique tout au long de la ligne droite, avec Trawlerman, qu'il finit par mettre à la raison dans les derniers décamètres. La série continue un moi plus tard à Goodwood, où il réalise un autre doublé dans la Goodwood Cup, sans opposition cette fois. C'est comme si l'année 2023 n'avait pas existé, et la litanie de victoires se poursuit. La litanie de doublés aussi, puisque Kyprios, en septembre, s'offre un troisième doublé dans un groupe 1, en triomphant une nouvelle fois dans l'Irish St. Leger, comme sa sœur Search For A Song en son temps. Kyprios n'a décidément plus rien à prouver, et l'on se prend à rêver de le voir défier les meilleurs sur les 2 400 mètres du Prix de l'Arc de Triomphe. Mais Aidan O'Brien, invoquant le respect pour son cheval qui n'a plus évolué sur la distance classique depuis trois ans, préfère ajouter un autre doublé à sa collection, dans le Prix du Cadran cette fois. Après avoir bouclé une saison 2024 qui aura été la copie conforme de la saison 2022, l'entraîneur de Coolmore annonce que son protégé repartira pour un tour en 2025, avec une troisième Gold Cup en ligne de mire. Mais avant cela, Kyprios s'offre une petite originalité à son bis repetita de l'année 2022 en ajoutant à son programme, et à son palmarès, la British Champions Long Distance Cup, cadre d'un huitième succès en huit sorties au cours d'une saison qu'il achève invaincu, invincible.            
Comme d'habitude ou presque, Kyprios effectue sa rentrée, à 7 ans, dans les Vintage Crop Stakes, où il montre qu'il n'a rien perdu de sa forme. Et comme d'habitude il enchaîne avec une victoire, la troisième, dans les Saval Beg Stakes. Mais en quittant la piste, le cheval boite légèrement. La sentence tombe dix jours plus tard, et à trois semaines d'une Gold Cup dont il était alors le grandissime favori : Kyprios ne reparaîtra plus en piste, laissant le souvenir de l'un des plus brillants stayers de l'histoire.              

### Résumé de carrière
| Date         | Hippodrome   | Pays        | Course                              | Statut      | Distance    | Jockey       | Place       | Écart       | Vainqueur ou deuxième |
| 2020, 2 ans  | 2020, 2 ans  | 2020, 2 ans | 2020, 2 ans                         | 2020, 2 ans | 2020, 2 ans | 2020, 2 ans  | 2020, 2 ans | 2020, 2 ans | 2020, 2 ans           |
| ------------ | ------------ | ----------- | ----------------------------------- | ----------- | ----------- | ------------ | ----------- | ----------- | --------------------- |
| 8 septembre  | Galway       | Irlande     | Maiden                              |             | 1 700 m     | S. Heffernan | 1er / 7     | 3/4         | Lifetime Legend       |
| 10 octobre   | Newmarket    | Royaume-Uni | Zetland Stakes                      | Gr. 3       | 2 000 m     | Ryan Moore   | 6e / 8      | 17          | Lone Eagle            |
| 2021, 3 ans  |              |             |                                     |             |             |              |             |             |                       |
| 23 avril     | Cork         | Irlande     | Blackwater Race                     |             | 2 000 m     | S. Heffernan | 1er / 6     | 1/2         | O'Reilly              |
| 8 mai        | Lingfield    | Royaume-Uni | Derby Trial Stakes                  | Listed      | 2 300 m     | Ryan Moore   | 4e / 6      | 10          | Third Realm           |
| 2022, 4 ans  |              |             |                                     |             |             |              |             |             |                       |
| 23 avril     | Navan        | Irlande     | Vintage Crop Stakes                 | Listed      | 2 800 m     | Ryan Moore   | 1er / 9     | 2 ¾         | Search For A Song     |
| 13 mai       | Leopardstown | Irlande     | Saval Beg Stakes                    | Gr. 3       | 2 800 m     | Ryan Moore   | 1er / 4     | 14          | Sunchart              |
| 16 juin      | Ascot        | Royaume-Uni | Gold Cup                            | Gr. 1       | 4 000 m     | Ryan Moore   | 1er / 9     | 1/2         | Mojo Star             |
| 26 juillet   | Goodwood     | Royaume-Uni | Goodwood Cup                        | Gr. 1       | 3 200 m     | Ryan Moore   | 1er / 9     | encolure    | Stradivarius          |
| 11 septembre | Curragh      | Irlande     | Irish St. Leger                     | Gr. 1       | 2 800 m     | Ryan Moore   | 1er / 11    | 3/4         | Hamish                |
| 1er octobre  | Longchamp    | France      | Prix du Cadran                      | Gr. 1       | 4 000 m     | Ryan Moore   | 1er / 12    | 20          | Almacado Gree         |
| 2023, 5 ans  |              |             |                                     |             |             |              |             |             |                       |
| 10 septembre | Curragh      | Irlande     | Irish St. Leger                     | Gr. 1       | 2 800 m     | Ryan Moore   | 2e / 4      | 3 ½         | Eldar Eldarov         |
| 21 octobre   | Ascot        | Royaume-Uni | British Champions Long Distance Cup | Gr. 2       | 3 100 m     | Ryan Moore   | 2e / 8      | encolure    | Trawlerman            |
| 2024, 6 ans  |              |             |                                     |             |             |              |             |             |                       |
| 27 avril     | Navan        | Irlande     | Vintage Crop Stakes                 | Listed      | 2 800 m     | Ryan Moore   | 1er / 7     | 3 ¼         | Queenstown            |
| 17 mai       | Leopardstown | Irlande     | Saval Beg Stakes                    | Gr. 3       | 2 800 m     | Ryan Moore   | 1er / 6     | 1           | Queenstown            |
| 20 juin      | Ascot        | Royaume-Uni | Gold Cup                            | Gr. 1       | 4 000 m     | Ryan Moore   | 1er / 9     | 1           | Trawlerman            |
| 30 juillet   | Goodwood     | Royaume-Uni | Goodwood Cup                        | Gr. 1       | 3 200 m     | Ryan Moore   | 1er / 6     | 4           | Sweet William         |
| 15 septembre | Curragh      | Irlande     | Irish St. Leger                     | Gr. 1       | 2 800 m     | Ryan Moore   | 1er / 6     | 2 ¼         | Vauban                |
| 6 octobre    | Longchamp    | France      | Prix du Cadran                      | Gr. 1       | 4 000 m     | Ryan Moore   | 1er / 5     | 2           | Trueshan              |
| 19 octobre   | Ascot        | Royaume-Uni | British Champions Long Distance Cup | Gr. 2       | 3 100 m     | Ryan Moore   | 1er / 9     | 2 ¼         | Sweet William         |
| 2025, 7 ans  |              |             |                                     |             |             |              |             |             |                       |
| 26 avril     | Navan        | Irlande     | Vintage Crop Stakes                 | Listed      | 2 800 m     | Ryan Moore   | 1er / 6     | 2           | Enfranchise           |
| 16 mai       | Leopardstown | Irlande     | Saval Beg Stakes                    | Gr. 3       | 2 800 m     | Ryan Moore   | 1er / 5     | 1 ½         | Dallas Star           |

## Origines
Kyprios est un fils de l'incomparable Galileo, le meilleur étalon du XXIe siècle, qui a déjà donné un grand stayer avec Order of St George, lauréat de la Gold Cup 2017 et deux fois sacré stayer de l'année. Il est donc issu d'un croisement royal, Galileo sur une fille de Danehill, qui a donné une multitude de grands vainqueurs, au premier rang desquels le crack ultime Frankel. La fille de Danehill en question s'appelle Polished Gem, et c'est une poulinière exceptionnelle, à défaut d'avoir brillé en piste. En effet Kyprios est le septième vainqueur de groupe, et le troisième vainqueur de groupe 1 qu'elle revendique :
- Sapphire (2008, Medicean) : British Champions Fillies' and Mares' Stakes, Noblesse Stakes (Gr.3), Give Thanks Stakes (Gr.3). 2e Pretty Polly Stakes, Blandford Stakes (Gr.3).
- Custom Cut (2009, Notnowcato) : Joel Stakes (Gr.2), Sandown Mile (Gr.2), Solonoway Stakes (Gr.2), Gladness Stakes (Gr.3), Strensall Stakes (Gr.3), Desmond Stakes (Gr.3), Amethyst Stakes (Gr.3). 2e Solonoway Stakes, Joel Stakes, Amethyst Stakes, Gladness Stakes, Diomed Stakes (Gr.3). 3e Sovereign Stakes (Gr.3).
- Free Eagle (2011, High Chaparral) : Prince of Wales's Stakes, Enterprise Stakes (Gr.3). 2e Breeders' Cup Juvenile Turf Trial Stakes (Gr.3). 3e Champion Stakes (x2)
- Valac (2012, Dark Angel) : Queen's Cup (Gr.3, Australie)
- Falcon Eight (2015, Galileo) : Loughbrown Stakes (Gr.3)
- Search For A Song (2016, Galileo) : Irish St Leger (x2, +3e), Loughbrown Stakes (Gr.3). 2e Irish St Leger Trial Stakes (Gr.3). 3e Tattersalls Gold Cup.
- Amma Grace (2017, Galileo) : 2e Blandford Stakes (Gr.2)

Polished Gem est elle-même une jument de grande naissance, puisque fruit de l'union entre Danehill et la classique Trusted Partner, lauréate des 1000 Guinées irlandaises en 1988. Elle est donc par ailleurs la propre sœur de Dress to Thrill, lauréate d'un groupe 1 américain, les Martiarch Stakes, de plusieurs groupe européens et deuxième des Moyglare Stud Stakes à 2 ans. Sa deuxième mère, Talking Picture, était elle aussi une championne, sacrée 2 ans de l'année 1973 aux États-Unis, où elle remporta les Spinaway Stakes et les Matron Stakes, avant d'être acquise en 1977 par Moyglare Stud, à qui elle donna, outre Trusted Partner, la bonne Low Key Affair (elle aussi par Affirmed), qui se classa troisième des Moyglare Stud Stakes en 1993.

### Pedigree
| Origines de Kyprios (IRE), mâle alezan né en 2018 | Origines de Kyprios (IRE), mâle alezan né en 2018 | Origines de Kyprios (IRE), mâle alezan né en 2018 | Origines de Kyprios (IRE), mâle alezan né en 2018 |
| ------------------------------------------------- | ------------------------------------------------- | ------------------------------------------------- | ------------------------------------------------- |
| Père Galileo 1998                                 | Sadler's Wells 1981                               | Northern Dancer                                   | Nearctic                                          |
| Père Galileo 1998                                 | Sadler's Wells 1981                               | Northern Dancer                                   | Natalma                                           |
| Père Galileo 1998                                 | Sadler's Wells 1981                               | Fairy Bridge                                      | Bold Reason                                       |
| Père Galileo 1998                                 | Sadler's Wells 1981                               | Fairy Bridge                                      | Special                                           |
| Père Galileo 1998                                 | Urban Sea 1989                                    | Miswaki                                           | Mr. Prospector                                    |
| Père Galileo 1998                                 | Urban Sea 1989                                    | Miswaki                                           | Hopespringseternal                                |
| Père Galileo 1998                                 | Urban Sea 1989                                    | Allegretta                                        | Lombard                                           |
| Père Galileo 1998                                 | Urban Sea 1989                                    | Allegretta                                        | Anatevka                                          |
| Mère Polished Gem 2003                            | Danehill 1986                                     | Danzig                                            | Northern Dancer                                   |
| Mère Polished Gem 2003                            | Danehill 1986                                     | Danzig                                            | Pas De Nom                                        |
| Mère Polished Gem 2003                            | Danehill 1986                                     | Razyana                                           | His Majesty                                       |
| Mère Polished Gem 2003                            | Danehill 1986                                     | Razyana                                           | Spring Adieu                                      |
| Mère Polished Gem 2003                            | Trusted Partner 1985                              | Affirmed                                          | Exclusive Native                                  |
| Mère Polished Gem 2003                            | Trusted Partner 1985                              | Affirmed                                          | Wont Tell You                                     |
| Mère Polished Gem 2003                            | Trusted Partner 1985                              | Talking Picture                                   | Speak John                                        |
| Mère Polished Gem 2003                            | Trusted Partner 1985                              | Talking Picture                                   | Poster Girl (famille 9-f)                         |